# Chyasmitar
Chyasmitar (nep. च्यास्मिटार) – gaun wikas samiti we wschodniej części Nepalu w strefie Sagarmatha w dystrykcie Khotang. Według nepalskiego spisu powszechnego z 2001 roku liczył on 479 gospodarstw domowych i 2572 mieszkańców (1313 kobiet i 1259 mężczyzn).